# Douglas County, Minnesota
Douglas County är ett administrativt område i delstaten Minnesota i USA, med 36 009 invånare. Den administrativa huvudorten (county seat) är Alexandria.

## Politik
Douglas County röstar i regel republikanskt. Republikanernas kandidat har vunnit området i samtliga presidentval sedan valet 1980. I valet 2016 vann republikanernas kandidat med siffrorna 64,1 procent mot 28,6 för demokraternas kandidat, vilket var den största segern i området för en republikansk kandidat sedan valet 1920. Området har röstat för republikanerna i samtliga presidentval sedan 1892 utom 1912, 1924, 1932, 1936, 1948, 1964 och 1976.

## Geografi
Enligt United States Census Bureau har countyt en total area på 1 865 km². 1 643 km² av den arean är land och 222 km² är vatten.

### Angränsande countyn
- Otter Tail County - nord
- Todd County - öst
- Stearns County - sydost
- Pope County - syd
- Stevens County - sydväst
- Grant County - väst

### Orter
- Alexandria (huvudort)
- Brandon
- Millerville
- Miltona
- Nelson
- Osakis (delvis i Todd County)